# Sōsei no Aquarion
Sōsei no Aquarion (創聖のアクエリオン, Sōsei no Akuerion) est un feuilleton télévisé d'animation japonais de 26 épisodes au total, qui furent diffusés sur la télévision japonaise pour la première fois en 2005.

## Histoire
La Terre est aux prises des anges déchus (les anges de l'ombre), gardiens de l'Arbre de Vie dans un univers parallèle à celui des humains, appelé "Atlantis".
Conséquence d'une guerre qui a ravagé le monde connu il y a 12 000 ans.
Les anges et les hommes s'affrontent sur Terre en une guerre qui dure depuis plus de 11 ans. Le dernier rempart de cette humanité cantonné à vivre enfermé dans des villes couvertes par de puissants boucliers, l'AQUARION, cette machine robot manœuvrée par 3 pilotes simultanément après un processus d'union, aux cris de "Nenshin.. Gattai... GO, AQUARION !" ou encore "Sōsei... Gattai... GO, AQUARION !"
Cette guerre qui fait rage entre les humains et les anges depuis 11 ans est liée à la réincarnation et résurrection des principaux protagonistes de la défaite millénaire des anges.
Ces anges trahis 12 000 ans plus tôt par l'un des leurs Apollonius "les ailes du soleil" pour l'amour immortel d'une humaine, Céliane. Mais ceux-ci durent se sacrifier pour la sauvegarde de l'humanité. Lui permettant d'entrer dans une nouvelle ère ou les descendants de cette union peuvent piloter l'Aquarion.
C'est ainsi que commence le premier épisode de cet anime, avec l'introduction de cette guerre et la présentation des héros... Apollo, Toma, le prince Sirius et sa sœur Sylvia, Baron, le commandant Fudo et les nombreux pilotes de l'Aquarion...

### Personnages
- Apollo

C'est un orphelin, aux cheveux roux. Son pouvoir est lié aux chiens (odorat, déplacement à quatre pattes). Il est la réincarnation d'Apollonius, l'Ange Déchu qui trahit les siens pour l'amour de Siren. On apprend dans Aquarion Evol qu'il est en fait la réincarnation de Pollon, le chien ailé et fidèle compagnon d'Apollonius. Il pilote le vector Solar.
- Sylvia

C'est une princesse, bien qu'on ignore de quel pays. Elle a un certain complexe avec son grand frère et considère Reika comme sa rivale. Elle est la réincarnation de Siren et a longtemps recherché son ancien amour, les Ailes du Soleil. Elle ne supporte pas l'idée d'être l'ancien amour d'Apollo qu'elle traite de rat et autres surnoms peu flatteurs. Son pouvoir est la hyperkinésie. Elle pilote le vector Solar et le Luna lorsqu'elle fait équipe avec Apollo.
- Sirius

C'est le grand frère de Sylvia. Il était souvent le leader de l'Aquarion avant l'arrivée d'Apollo. Il pilote le vector Mars. Il est quelque peu arrogant. Son pouvoir semble avoir un rapport avec des ondes de choc.
- Pierre

C'est l'autre pilote du vector Mars. C'est en quelque sorte le boute-en-train de la bande. Son pouvoir est la pyrokinésie.
- Reika

C'est l'autre pilote du Vector Luna. Elle est capable de détecter le point faible des Anges sombres.
- Commandant Fudo

Il dirige les missions et l'entrainement des membres Aquarion. C'est un magicien. C'est quelqu'un de mystérieux et de très puissant. Il est capable de savoir beaucoup de chose de vous en regardant seulement vos pieds. Ses méthodes semblent étranges mais souvent efficaces.
- Baron

C'était le meilleur ami d'Apollo. C'est lui qui lui a donné son nom car il l'a vu faire fondre la neige en marchant. Il sera enlevé par les Anges Déchus et depuis Apollo se bat pour le sauver. Il se fera tuer par Toma devant Apollo
- Toma

C'était l'ami d'Apollonius lorsque celui-ci était encore un ange. Il est devenu son pire ennemi après sa trahison. C'est à cause de lui qu'Apollonius a perdu ses ailes.

## Musique
Générique d'ouverture
1. "Genesis of Aquarion" (創聖のアクエリオン, Sōsei no Aquarion?, Genèse d'Aquarion) de Akino (épisode 1 à 16)
2. "Go Tight!" de Akino (épisode 17 à 26)

Génériques de fin
1. "Omna Magni" (オムナ マグニ?, "Je peux voler") de Yui Makino
2. "Kōya no Heath" (荒野のヒース?, "La santé de la friche") de Akino
3. "Celiane" de Gabriela Robin

Autres thèmes
- "Nike 15-sai" (ニケ15歳, Nike Jūgo-sai?, "Quinze ans Niké") de Akino
- "Genesis of Aquarion" de Akino (Paroles en anglais : Bless4)

Yoko Kanno est la compositrice de la BO. Réalisée par l'Orchestre philharmonique de Varsovie.

## La suite
Depuis 2012, une suite nommée Aquarion Evol est en développement. Se situant 12000 ans après la série originale dans une Venise futuriste elle offre un nouvel Aquarion, une nouvelle équipe et se centre autour d'un jeune apprenti projectionniste en possession d'un étrange pouvoir. Dans cette nouvelle série les personnages devront affronter des robots venant d'une autre dimension.